# عيسى أحمد (لاعب كرة قدم إماراتي)
عيسى أحمد مواليد 13 يناير 1987، لاعب كرة قدم إماراتي يجيد اللعب في الظهير الأيمن.

## مسيرة اللاعب
لعب مع النادي الوحدة و نادي الأهلي و نادي الشارقة تم ايقافه موسمين في عام 2018 بسبب المنشطات و لعب بعدها مع نادي حتا ونادي مصفوت.

## روابط خارجية
- عيسى أحمد على موقع الاتحاد الدولي (مؤرشف)  (الإنجليزية)
- عيسى أحمد على موقع Soccerway.com (الإنجليزية)